# Ernesto de Curtis
Ernesto de Curtis (4 tháng 10 năm 1875 - 31 tháng 12 năm 1937) là một nhà soạn nhạc người Ý.
Ông sinh ở Napoli, là con trai của Giuseppe De Curtis và Elisabetta Minnon, là chắt của nhà soạn nhạc Saverio Mercadante và là em trai của nhà thơ Giambattista De Curtis. Ông học dương cầm và nhận bằng ở Nhạc viện San Pietro a Maiella, thành phố Napoli.
Tác phẩm nổi tiếng nhất của ông là "Torna a Surriento", do anh trai Giambattista đặt lời. Nhạc sĩ Mạnh Phát và Phạm Duy đều có đặt lời tiếng Việt cho bài hát này nhưng cùng chung tựa đề là "Trở về mái nhà xưa".
Ở Việt Nam năm 1980, có phổ biến ca khúc " Nghệ Sĩ Với Cây Đàn" trong đĩa CD Tình khúc Nga vượt qua thế kỉ với thể hiện của ca sĩ Trọng Tấn và ghi nhầm là nhạc Nga. Ca khúc này của Ernesto de Curtis, nguyên tác có tên là: 'A canzona 'e Napule (1912)

## Một số tác phẩm khác
Từ 1900 đến 1930, ông đã viết trên một trăm ca khúc. Một số tác phẩm ngoài "Torna a Surriento" là:
- "Tu ca nun chiagne"
- "Voce 'e notte"
- "Non ti scordar di me"
- "Mandulinata"
- "Duorme Carmé'"
- "Ti voglio tanto bene"
- "Canta pe' me" (1909)